# Rafael de Paula
Rafael Soto Moreno (Jerez de la Frontera, Cádiz, 12 de febrero de 1940), más conocido como Rafael de Paula, es un torero español de origen gitano, inscrito dentro del Registro de Profesionales Taurinos del Ministerio de Cultura con el número 1276, en la categoría de matador de toros.
En 2002, el Ministerio de Cultura reconoció la trayectoria del torero jerezano con la máxima condecoración que establece el Estado español en materia cultural: la Medalla de Oro al Mérito en las Bellas Artes.

## Comienzos
Debuta el 9 de mayo de 1957 en Ronda, recibiendo la alternativa en esa misma plaza el 9 de septiembre de 1960 de manos de Julio Aparicio y con Antonio Ordóñez de testigo. la ganadería era de Atanasio Fernández y le cortó una oreja a cada uno de sus toros.
El 28 de mayo de 1974 se confirma en Madrid, siendo el padrino el torero portuense José Luis Galloso y el testigo Julio Robles. El toro de la ceremonia se llamaba: "Andadoso" de J. L. Osborne.

## Madurez
Se dice que ha sido el mejor capote de todos los tiempos. Las verónicas las bordaba. Torero muy artista y de asombrosa composición. Se colocó una placa en la plaza de toros de Jerez por una faena en 1979
En 1985 fue detenido e ingresado en el Centro Penitenciario Puerto 2 por un supuesto intento de asesinato al amante de su esposa.
En 2002 recibió la Medalla de Oro de las Bellas Artes. De él llegó a decir Antonio Gala: En su toreo hay una sutil música callada.
Ha sido apoderado del diestro Morante de la Puebla entre otros.
En 2012 recibió el Premio Nacional Universitario de Tauromaquia Joaquín Vidal, que concede el Círculo Mazzantini. En 2012 recibió las llaves de oro del Parador de Ronda, en un acto en el que demostró su lado más polémico al criticar el evento.
En 2014 fue detenido por la policía por intento de agresión a su abogado. A raíz de dicho suceso concedió una entrevista en la que salieron a la luz diversos temas polémicos de su vida reciente.